# Film Roman
DPS Film Roman es un estudio de animación estadounidense fundado por Phil Roman, conocido por producir las series Los Simpson y Los reyes de la colina. La compañía es una subsidiaria de Liberty Media, a través de su división Starz Media.

## Filmografía
- Animated Classic Showcase
- The Avengers: Earth's Mightiest Heroes
- The Baby Huey Show
- Blues Brothers
- Bobby's World
- Bruno the Kid
- C Bear and Jamal
- Cool Like That
- The Critic (animación producida por Columbia Pictures Television)
- Cro (en coproducción con Sesame Workshop)
- The Dangerous Lives of Altar Boys
- Eloise: The Animated Series (en coproducción con Handmade Films)
- Padre de familia (primera y segunda temporada)
- Free for All
- Garfield y sus amigos
- Grimmy
- Dead Space: Perdición
- Turok: Son of Stone
- The Happy Elf
- Hellboy
- Hulk and the Agents of S.M.A.S.H.
- Izzy's Quest for Gold
- Los reyes de la colina (animación producida por 20th Century Fox)
- Klutter
- The Magic Pearl
- The Mask (en coproducción con New Line Television)
- Mighty Max
- Mission Hill (en coproducción con Warner Bros. y Castle Rock Entertainment)
- Mortal Kombat: Defenders of the Realm
- Motocross
- Mr. Potato Head
- Nick and Noel
- The Oblongs (en coproducción con Warner Bros. Animation)
- Richie Rich
- The Santa Claus Brothers
- Los Simpson (desde la cuarta hasta la vigésimo séptima temporada, en coproducción con 20th Century Fox)
- Tripping the Rift
- Tom and Jerry: The Movie (en coproducción con Turner Entertainment)
- Las nuevas aventuras de Félix el gato
- Ultimate Spider-Man
- Víctor
- Weebles: Welcome to Weebleville!
- Wow! Wow! Wubbzy!
- X-Men: Evolution (en coproducción con Marvel y Warner Bros. Animation)
- Zazoo U (en coproducción con Hanna-Barbera)